# Кросіно (Свідвинський повіт)
Кросіно (пол. Krosino) — село в Польщі, у гміні Свідвин Свідвинського повіту Західнопоморського воєводства.
Населення — 536 осіб (2011).

## Демографія
Демографічна структура станом на 31 березня 2011 року:
|          | Загалом | Допрацездатний вік | Працездатний вік | Постпрацездатний вік |
| -------- | ------- | ------------------ | ---------------- | -------------------- |
| Чоловіки | 283     | 53                 | 212              | 18                   |
| Жінки    | 253     | 54                 | 152              | 47                   |
| Разом    | 536     | 107                | 364              | 65                   |